# Nemuno upė Panemunių regioniniame parke
Nemuno upė Panemunių regioniniame parke este o arie protejată (arie specială de conservare — SAC, sit de importanță comunitară — SCI) din Lituania întinsă pe o suprafață de 1.096,09 ha, integral pe uscat.

## Localizare
Centrul sitului Nemuno upė Panemunių regioniniame parke este situat la coordonatele 55°04′57″N 23°13′23″E / 55.0825°N 23.2231°E.

## Înființare
Situl Nemuno upė Panemunių regioniniame parke a fost declarat sit de importanță comunitară în noiembrie 2006 pentru a proteja 6 specii de animale. Situl a fost protejat și ca arie specială de conservare în ianuarie 2021.

## Biodiversitate
Situată în ecoregiunea boreală, aria protejată conține 3 habitate naturale: Liziere de ierburi înalte hidrofile de câmpie și de nivel montan până la alpin, Pajiști aluvionare boreale nordice, Fânețe de joasă altitudine (Alopecurus pratensis, Sanguisorba officinalis).
La baza desemnării sitului se află mai multe specii protejate:
- mamifere (1): vidră de râu (Lutra lutra)
- pești (5): avat (Aspius aspius), zvârluga (Cobitis taenia), Lampetra fluviatilis, boarță (Rhodeus amarus), somonul (Salmo salar)

Pe lângă speciile protejate, pe teritoriul sitului au mai fost identificate 9 specii de păsări, 1 specie de nevertebrate.